# غوزيريلين
غوزيريلين (بالإنجليزية: Goserelin)‏ هو دواء يُستعمل في علاج بطانة الرحم الهاجرة.